# Escut de Loriguilla
L'escut de Loriguilla és un símbol oficial representatiu de Loriguilla, municipi del País Valencià, a la comarca del Camp de Túria. Es podria blasonar de la forma següent:
| « | Escut caironat, truncat. Primer, d'or quatre pals de gules. Segon, d'argent, la creu de Calatrava acompanyada de quatre petxines de gules. Timbrat amb corona de comte i adornat amb dues branques de lloreret nugades a la punta per una cinta amb la llegenda «Ayuntamiento de Loriguilla». | » |

## Història
L'escut fou aprovat per Decret del 16 de juny de 1954 del Ministeri de Governació, publicat al BOE núm. 184 del 3 de juliol de 1954. L'informe oficial de la Reial Acadèmia de la Història fou redactat per Vicente Castañeda el 8 d'abril i aprovat en la Junta del 24 d'abril del mateix any. Segons l'informe, en el que d'acord amb el decret es basa l'escut oficial,
| « | (castellà) Entiende la Academia que el Escudo Municipal de Loriguilla debe ser de campo cortado, figurando en el cuartel superior los Palos de Aragón y en el inferior, en campo de plata, la Cruz de Calatrava acompañada de cuatro veneras, armas de los Fernández de Azagra, que fueron señores territoriales; el todo surmontado de corona de Conde por el señorío de los de Sinarcas y adosados a los flancos dos ramas del arbusto, que Linneo denominó Daphne Laureola, que crece espontáneo en el territorio de la villa, en la que popularmente se le denomina «loriguillo», como alusión toponímica al nombre que la distingue; las dos ramas circundadas con una cinta por la punta del Blasón y en ella la leyenda Ayuntamiento de Loriguilla. | (català) Entén l'Acadèmia que l'Escut Municipal de Loriguilla ha de ser de camper truncat, figurant al quarter superior els Pals d'Aragó i a l'inferior, en camper d'argent, la Creu de Calatrava acompanyada de quatre petxines, armories dels Fernández de Azagra, que van ser senyors territorials; el tot sobremuntat de corona de Comte pel senyoriu dels de Sinarques i adossats als flancs dues branques de l'arbust, que Linné va denominar Daphne Laureola, que creix espontani en el territori de la vila, en la qual popularment se l'anomena «loriguillo» [en català, lloreget], com al·lusió toponímica al nom que la distingeix; les dues branques circumdades amb una cinta per la punta del Blasó amb la llegenda Ajuntament de Loriguilla. | » |

Aquest escut dels Fernández de Azagra és esmentat en les Trobes de Jaume Febrer, amb el camper d'atzur.
A l'Arxiu Històric Nacional es conserven les empremtes d'un segell en tinta de 1876 de l'Alcaldia de Loriguilla. S'hi representa la Mare de Déu de la Soledat.

Segell de l'Alcaldia (AHN, 1876).